# Zamalek Sporting Club
El Zamalek Sporting Club (en árabe: نادي الزمالك للألعاب الرياضية) es un club de fútbol de El Cairo, Egipto. El club fue fundado en 1911 y su uniforme tradicional es el blanco. El equipo disputa sus partidos como local regularmente en el Estadio Internacional de El Cairo, pero no tiene un estadio fijo. Actualmente juega en la Primera División de Egipto.
El club fue fundado en 1911 y desde entonces ha experimentado diversos cambios de nombre, pero mantiene su denominación actual desde la revolución egipcia de 1952. Tiene su sede en Guiza, hoy en día área metropolitana de la capital, El Cairo. La entidad tiene varias secciones deportivas, pero la más importante y laureada es la del fútbol, donde mantiene una encarnizada rivalidad con el otro gigante de la capital egipcia, el Al-Ahly, con el que disputa el derbi de El Cairo.
El club es el club africano con más títulos del siglo XX, considerado uno de los gigantes del continente. El Zamalek es el primer club egipcio en ganar un título, ya que fue el primer equipo egipcio en ganar la Copa Sultán Hussein en 1921, el primer equipo en ganar la Copa de Egipto en 1922 y el primer equipo en ganar la Liga de El Cairo en 1922-23. El club ha ganado 14 títulos de la Primera División de Egipto, 29 títulos de Copa de Egipto, cuatro Supercopas, cinco títulos de Liga de Campeones de la CAF, dos Copa Confederación de la CAF, cinco Supercopas de África, una Recopa de África y dos Copas Afroasiáticas, lo que le convierte en uno de los equipos más laureados de Egipto y de África.

## Historia
El club fue fundado en 1911 bajo la ocupación británica con el nombre de "Al Qasr al-Nil" y su primer presidente fue el abogado belga Marzbach.

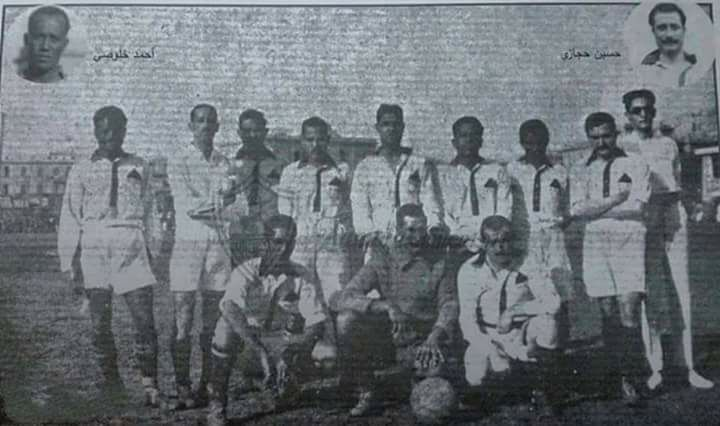
El equipo Zamalek, ganador de la Copa Sultán Hussein de 1921, se convirtió en el primer equipo egipcio en ganar un título.

Sin embargo, cambió su nombre dos años más tarde por el de "Al Moukhtalat" y luego en 1940 el de "Farouk", en referencia al rey egipcio, Faruq I de Egipto. Solo después de la revolución de 1952 y tras el derrocamiento del rey, el club adoptó el nombre definitivo de Zamalek. Rápidamente se convirtió en el rival del Al-Ahly, otro club de la capital, creado en 1907.
La sección de fútbol fue fundada en 1913 y ganó la Copa Sultán en 1921, una competición creada en 1917, enfrentando a los clubes de Egipto y a los clubes militares británicos, lo que supuso la primera victoria de un club egipcio. Más tarde ganó la primera edición de la Copa de Egipto en 1922, y que durante su historia ganaría en 20 ocasiones más, incluyendo cuatro títulos consecutivos entre 1957 y 1960.

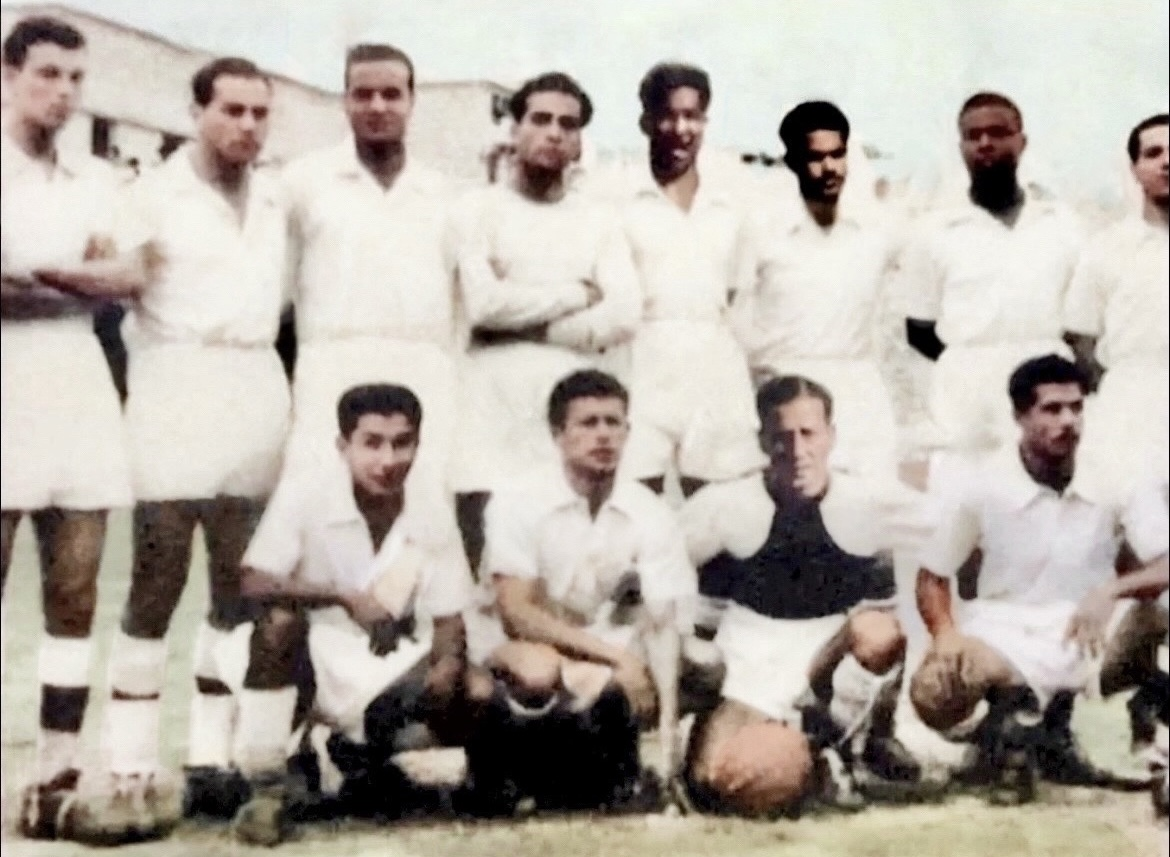
Equipo de Zamalek en 1952

Los períodos más importantes del club cairota incluyeron a importantes jugadores extranjeros como el sudanés Omar El Noor y el yemení Ali Mohsen en 1960, el ghanés Emanuel Kwarshi que completó un gran año junto a Youssef Ibrahim en los años 1980. Fue en 1984 cuando el Zamalek se hizo con su primera Liga de Campeones (en aquel momento conocida como Copa Ahmed Sékou Touré) tras batir en la final al Shooting Stars nigeriano. Precisamente fue un nigeriano, Emmanuel Amunike en los años 1990, con el que el Zamalek vivió otra nueva etapa dorada al ganar dos ligas consecutivas y una Liga de Campeones en 1993 ante el Asante Kotoko ghanés, lo que le valió al club cairota para quedarse con el título continental en propiedad por ser su tercer campeonato. La presencia de estos jugadores coincidió con el éxito del club en campeonatos nacionales e internacionales como los títulos de liga conseguidos en 1960, 1964, 1965, 1978, 1984, 1988, 1992 y 1993 y la Liga de Campeones de la CAF en 1984, 1986, 1993 y 1996.

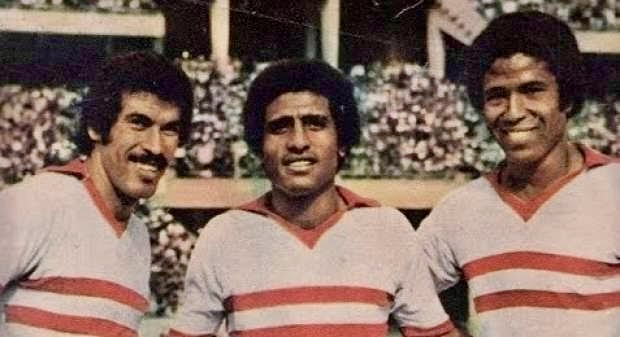
Hassan Shehata, Farouk Gaafar y Taha Basry en 1978

En la década de 2000, el Zamalek logró un renacimiento deportivo con la llegada de Hossam Hassan y su hermano gemelo Ibrahim Hassan con los que lograron las ligas de 2001, 2003 y 2004 y la quinta Liga de Campeones en 2002.
Desde entonces, el club cairota se encuentra inmerso en una complicada fase de renovación deportiva e institucional, y durante los últimos cinco años ha ganado una Copa en Egipto en 2008. El club también se ha enfrentado a problemas financieros después de que las autoridades políticas acusaron al club de evasión de impuestos, incluyendo irregularidades en los traspasos durante la temporada 2000-2001. Durante este período, su club rival, el Al Ahly, domina sin oposición el campeonato nacional y continental.
En 2014 gana la copa de Egipto por 23° ocasión, lo que fue un precedente al doblete conseguido el año siguiente al ganar la liga y la copa en la temporada 2014-2015.

### Nombres
- Al Qasr al-Nil: (1911–1913)
- Al Moukhtalat: (1913–1940)
- Rey Farouk: (1940–1952)
- Zamalek: desde 1952

## Estadio

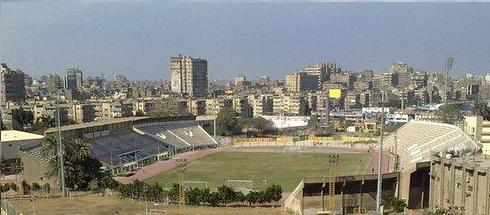
Estadio Helmy Zamora.

El Zamalek disputa sus partidos como local en el estadio Internacional de El Cairo, ya que su estadio el Helmi Zamora, no posee las condiciones necesarias para encuentros de alta convocatoria.

## Rivales

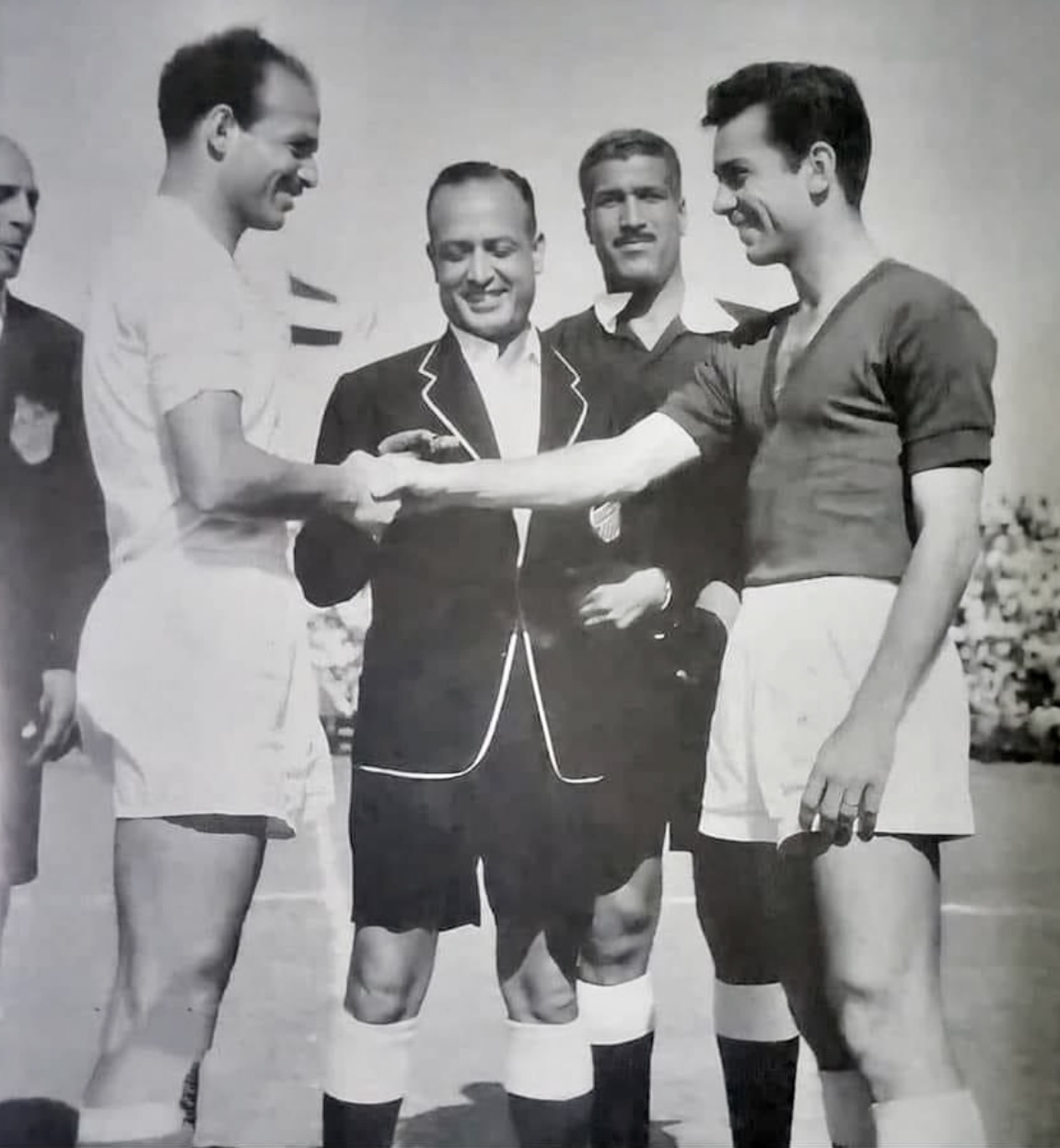
Derbi de El Cairo: el capitán del Zamalek, Nour El-Dali, y el capitán del Al Ahly, Saleh Selim, se estrechan la mano antes de jugar la final de la Copa de Egipto de 1959

Uno de los partidos más vibrantes y polémicos del año en el fútbol africano es el derbi de El Cairo, capital de Egipto. En él juegan dos de los clubes más importantes del país faraónico: el Al-Ahly y el Zamalek. Se han enfrentado en un total de 107 ocasiones, de los cuales el empate ha sido el resultado más repetido con 41 ocasiones. Han ganado más los "nacionales" con 38 victorias por 27 del Zamalek. Ambos juegan en el mismo estadio, el Internacional de El Cairo.
Entre ambos han conseguido 55 títulos de los 62 disputados hasta el momento. Pero hay una diferencia significativa en el número de ligas entre los dos equipos, ya que Al-Ahly ha ganado 42 y Zamalek 13. El primero de ellos fue fundado en 1907, mientras que el segundo lo hizo cuatro años más tarde. Otro motivo de rivalidad máxima es que el Al-Ahly es el equipo de las clases media y trabajadora, mientras que el Zamalek es el equipo de la clase alta, simpatizante del régimen de Hosni Mubarak.

## Datos del club
- Temporadas en 1ª: 65 (Inclusive 2023-24)
- Temporadas en 2ª: 0
- Mayor racha sin perder: 52 partidos (2002-2004)[5]
- Mejor puesto en la liga: 1.º (14 ocasiones)
- Peor puesto en la liga: 6.º (2004/05)
- Portero menos goleado: Adel El-Maamour 954 minutos sin recibir goles (1983-1984)[6]

### Estadísticas en competiciones internacionales

#### Por competición
- Para los detalles estadísticos del club véase Anexo:Zamalek en competiciones Internacionales.

Nota: En negrita competiciones activas.
| Competición                                           | Temp. | PJ  | PG  | PE | PP | GF  | GC  | Dif. | Puntos | Títulos | Subtítulos |
| ----------------------------------------------------- | ----- | --- | --- | -- | -- | --- | --- | ---- | ------ | ------- | ---------- |
| Liga de Campeones de la CAF                           | 26    | 216 | 104 | 49 | 63 | 324 | 201 | +123 | 361    | 5       | 3          |
| Recopa Africana                                       | 5     | 26  | 14  | 4  | 8  | 42  | 24  | +18  | 46     | 1       | –          |
| Copa Confederación de la CAF                          | 3     | 32  | 18  | 7  | 7  | 54  | 27  | +27  | 61     | 1       | –          |
| Supercopa de la CAF                                   | 5     | 5   | 3   | 1  | 1  | 7   | 4   | +3   | 10     | 4       | 1          |
| Copa CAF                                              | 2     | 10  | 4   | 2  | 4  | 15  | 7   | +8   | 14     | –       | –          |
| Copa Afroasiática                                     | 3     | 5   | 3   | 0  | 2  | 6   | 4   | +2   | 9      | 2       | 1          |
| Total                                                 | 44    | 294 | 146 | 63 | 85 | 448 | 267 | +181 | 501    | 13      | 5          |
| Actualizado a la Liga de Campeones de la CAF 2022-23. |       |     |     |    |    |     |     |      |        |         |            |

## Jugadores

### Plantilla: 2024–25
Actualizado el 25 de octubre de 2024

## Entrenadores
- Milutin Sredojević (agosto de 2019-diciembre de 2019)
- Essam Marei (interino-diciembre de 2019)
- Patrice Carteron (diciembre de 2019-septiembre de 2020)
- Tarek Yehia (interino-septiembre de 2020)
- Jaime Pacheco (septiembre de 2020-marzo de 2021)
- Patrice Carteron (marzo de 2021-febrero de 2022)
- Osama Nabih (interino-febrero de 2022-marzo de 2022)
- Jesualdo Ferreira (marzo de 2022-marzo de 2023)
- Juan Carlos Osorio (abril de 2023-noviembre de 2023)
- José Gomes (febrero de 2024-diciembre de 2024)
- Christian Gross (diciembre de 2024-febrero de 2025)
- José Peseiro (febrero de 2025-mayo de 2025)
- Ayman El Ramadi (mayo de 2025-)

## Palmarés
Torneos nacionales (52)
Nota: en negrita competiciones vigentes en la actualidad. Indicado el récord del torneo  y el récord compartido 
| Competiciones nacionales           | Títulos | Subcampeonatos |
| ---------------------------------- | --- | --- |
| Liga Premier de Egipto (14/35)     | 1960, 1964, 1965, 1978, 1984, 1988, 1992, 1993, 2001, 2003, 2004, 2015, 2021, 2022.                                                                                           | 1951, 1953, 1954, 1956, 1957, 1958, 1959, 1961, 1962, 1963, 1966, 1973, 1977, 1979, 1980, 1982, 1982, 1983, 1985, 1986, 1987, 1989, 1995, 1996, 1997, 1998, 1999, 2006, 2007, 2008, 2010, 2011, 2016, 2019, 2020. |
| Copa de Egipto (29/14)             | 1922, 1932, 1935, 1938, 1941, 1943, 1944, 1952, 1955, 1957, 1958, 1959, 1960, 1962, 1975, 1977, 1979, 1988, 1999, 2002, 2008, 2013, 2014, 2015, 2016, 2018, 2019, 2021, 2025. | 1928, 1931, 1934, 1942, 1948, 1949, 1953, 1963, 1978, 1992, 2006, 2007, 2011, 2023. |
| Supercopa de Egipto (4/8)          | 2001, 2002, 2016, 2019. | 2003, 2004, 2008, 2014, 2015, 2018, 2021, 2024. |
| Copa Sultán Hussein (2/0)          | 1921, 1922. | |
| Copa de la Liga de Octubre (1)     | 1974. | |
| Copa de la Amistad de Egipto (1/0) | 1986. | |
| Copa Confederación de Egipto (1/0) | 1995. | |

Torneos internacionales CAF (15)
Nota: en negrita competiciones vigentes en la actualidad. Indicado el récord del torneo  y el récord compartido 
| Competiciones internacionales      | Títulos                       | Subcampeonatos    |
| ---------------------------------- | ----------------------------- | ----------------- |
| Copa Afroasiática (2/1)            | 1987, 1997.                   | 1994.             |
| Liga de Campeones de la CAF (5/3)  | 1984, 1986, 1993, 1996, 2002. | 1994, 2016, 2020. |
| Copa Confederación de la CAF (2/0) | 2019, 2024.                   |                   |
| Supercopa de la CAF (5/1)          | 1994, 1997, 2003, 2020, 2024. | 2001.             |
| Recopa de la CAF (1/0)             | 2000.                         |                   |

Torneos internacionales UAFA (1)
Nota: en negrita competiciones vigentes en la actualidad. Indicado el récord del torneo  y el récord compartido 
| Competiciones internacionales     | Títulos                  | Subcampeonatos |
| --------------------------------- | ------------------------ | -------------- |
| Campeonato de Clubes Árabes (1/0) | 2003.                    |                |
|                                   |                          |                |
| Supercopa Saudí-Egipcia (2/0)     | 2003, 2018. (No Oficial) |                |

Torneos Regionales (14)

| Competiciones regionales | Títulos                                                                              | Subcampeonatos |
| ------------------------ | ------------------------------------------------------------------------------------ | -------------- |
| Liga de El Cairo (14/0)  | 1923, 1929, 1930, 1932, 1934, 1940, 1941, 1944, 1945, 1947, 1949, 1951, 1952 y 1953. |                |